# Гера (космический аппарат)
Гера (от имени греческой богини, англ. Hera) —  автоматическая межпланетная станция Европейского космического агентства, созданная для изучения системы астероида Дидим после столкновения аппарата DART с малым астероидом этой системы Диморфом. Программа «Гера»  является частью международного эксперимента по «планетарной обороне» от возможных столкновений с астероидами и осуществляется группой компаний из 17 стран, возглавляемых германской аэрокосмической группой OHB.

## Конструкция
Основной блок станции Hera, включающий системы управления, обеспечения и научные инструменты, изготовлен германской компанией OHB. Двигательный блок станции с топливными баками, трубопроводами и собственно двигателями произведен итальянской компанией Avio. Полная масса станции 1214 кг, масса без учёта запасов топлива («сухая масса») — 696 кг. Энергоснабжение станции осуществляется от солнечных батарей, обеспечивающих мощность 712 Вт на расстоянии 2.4 а. е. от Солнца, и буферных аккумуляторов. Размеры станции приблизительно 2.2 × 2 × 1.8 м, в развёрнутом положении — 2.2 × 11,5 × 2.2 м. Двигательная установка станции включает 22 малых ЖРД, которые будут использоваться для коррекций орбиты и управления ориентацией станции. Каждый двигатель имеет тягу 10 Н (~1 кгс). Станция Hera дополнительно несёт два аппарата типа кубсат — Milani, созданный итальянской компанией Tyvak International, и Juventus датской компании COMSPace, — каждый из которых имеет массу около 12 кг и оснащен собственными газореактивными двигателями. Кубсаты должны отделиться от основного аппарата после достижения системы Дидима.

## Цели и задачи
Целью полёта АМС Hera является наблюдение и оценка последствий столкновения астероида Диморф с аппаратом DART, определение того, насколько передача импульса зависит от характеристик поверхности и внутренней структуры астероида и какая часть кинетической энергии была рассеяна при фрагментации и разрушении астероида. При реализации программы должны быть собраны данные о поверхности и внутренних структурах астероидов, с высокой точностью определена масса Диморфа, что позволит оценить эффективность передачи импульса при столкновении с DART. Запланировано картографирование Диморфа с разрешением в несколько метров, а в районе столкновения — с разрешением 10 см. Также запланирована демонстрация новых для работы в дальнем космосе технологий, включая автономную навигацию в системе Дидима на основе данных с оптических датчиков и связь между космическими аппаратами.
Во время выполнения программы станция Hera будет осуществлять картографирование астероидов, навигацию в системе астероидов и управление кубсатами. Кубсат Milani оснащён аппаратурой для оптического наблюдения астероидов с широком спектральном диапазоне, что позволит определить их минеральный состав. Кубсат Juventas предназначен для подповерхностного зондирования астероидов с помощью низкочастотного радиолокатора с синтезированной апертурой, подобного радару CONSERT, использовавшемуся в программе Rosetta. После завершения программы исследований кубсаты Milani и Juventus должны сесть на астероид Диморф и провести измерения его гравитационного поля. Станция Hera в конце своего срока службы может быть посажена на астероид Дидим.

## Научные инструменты
Состав инструментов, установленных на космических аппаратах:
- На аппарате Hera:

1. Asteroid Framing Camera — монохромная видеокамера с разрешением 1020х1020 точек, которая будет использоваться как для сбора научных данных, так и для целей навигации в системе Дидима.
2. Thermal Infrared Imager — камера инфракрасного диапазона для составления карт распределения температур на поверхности астероидов. Использование различных фильтров при получении инфракрасных изображений позволит получить информацию о составе астероидов. Кроме того, инфракрасная камера может использоваться для целей навигации на ночной стороне Диморфа.
3. HyperScout H — спектрометр видимого и инфракрасного диапазонов, позволит получить информацию о минеральном составе астероидов.
4. Spacecraft Monitoring Camera — камера разрешением 4 Мпикс для контроля состояния приборов станции Hera, а также для проверки кубсатов перед отделением и наблюдения за их развёртыванием;
5. Laser Rangefinder — лазерный дальномер для определения расстояния до поверхности астероида с точностью не хуже 1 м при дальности измерения 10-20 км.
6. Radio Science Experiment — основная антенна станции Hera размером 1.13 м, работающая в X-диапазоне. Контроль за допплеровским смещением её сигналов будет использоваться в экспериментах по измерению гравитационных полей Дидима и Диморфа.

- На кубсате Milani:

1. Asteroid Spectral Imager — гиперспектральная камера для изучения минерального состава астероида и отдельных скальных образований на его поверхности.
2. Volatile In-Situ Thermogravimetre Analyser — для обнаружения мелких (менее 10 микрон) пылевых частиц и наличия летучих веществ в их составе.

- На кубсате Juventas:

1. Juventas Radar — низкочастотный радар с синтезированной апертурой, имеет разрешение около 15 метров и позволяет осуществлять подповерхностное зондирование на глубину до 100 метров.
2. Gravimeter for the Investigation of Small Solar System Bodies (GRASS) — прибор для непосредственного измерения гравитации на поверхности астероида, будет использоваться после посадки кубсата на Диморф, в том числе для изучения изменений гравитационного поля на его поверхности при движении вокруг Дидима.
3. Juventas Narrow Angle Camera — камера с узким полем зрения, для использования как в целях навигации кубсата, так и для научных задач.

## Ход миссии

Траектория полёта:
Гера
Солнце
Дидим—Диморф
Марс
Земля

Станция «Гера» запущена 7 октября 2024 года носителем Falcon 9 с площадки LC-39A Космического центра им. Кеннеди. 12 марта 2025 года станция совершила гравитационный манёвр у Марса, пройдя от него на расстоянии 5000 км и передав на Землю изображения проходящего по диску Марса Деймоса. В августе 2025 года станция приблизилась к поясу астероидов и передала свои первые изображения астероидов, подтвержающие возможность фокусировать камеры на слабо различимых объектах и направлять своё движение к выбранной цели. В декабре 2026 года «Гера» должна достигнуть системы Дидима и приступить к выполнению научной программы.